# Río Laca Jahuira
Le Río Laca Jahuira est une rivière de Bolivie qui constitue l'émissaire du lac Poopó. Son cours se situe entièrement en territoire du département d'Oruro.
Il nait à l'extrémité sud-ouest du lac et s'oriente vers l'ouest-sud-ouest. Il a une longueur de 135 kilomètres, après quoi il se perd dans le salar de Coipasa. 
Ses eaux sont salées à l'instar de celles du lac dont il provient.